# Tagima
Tagima é uma empresa brasileira produtora de guitarras e outros instrumentos musicais. Considerada a primeira marca de guitarra brasileira a produzir em escala mundial.
A empresa possui uma das maiores fábricas de instrumentos musicais da América do Sul. Atualmente possui sede no Brasil e escritórios nos Estados Unidos e China.

## História
A Tagima foi fundada originalmente pelo Luthier Seizi Tagima no ano de 1986. Em 1996, a Marutec Music adquiriu a empresa. A Tagima era uma marca já conhecida no meio Underground dos músicos, a Marutec, importadora de equipamentos musicais e eletrônicos já era um importante player no mercado de instrumentos musicais, conhecida pela solidez e rapidez de seu crescimento. Vislumbrando oportunidades de crescimento, a Marutec Music empenhou-se no compromisso de trazer à marca Tagima, uma nova personalidade: a de uma indústria de porte, com produtos e áreas de atuação ampliadas para atender as crescentes demandas de mercado. Começaram então os grandes investimentos.
A Marutec Music adquiriu os direitos de uso da marca em 1996 e começou todo o trabalho de construção da marca Tagima a nível nacional. Também passaram a expor em grandes feiras internacionais como a MusikMesse de Frankfurt (Alemanha) e a NAMM Show em Los Angeles. Foi lançada a linha Memphis by Tagima, com novos modelos de contrabaixo, guitarras e violões.
O Luthier Marcio Zaganin é o atual responsável pela produção e desenvolvimento de novos produtos e controle total de qualidade dos instrumentos Tagima. Seja de instrumentos fabricados no Brasil ou dos produtos desenvolvidos na empresa e fabricados.
O que poderia parecer uma aventura se tornou um marco na história da indústria nacional do gênero, revolucionando todos os conceitos de fabricação no Brasil. A Tagima é referência no mercado, competindo em igualdade de condições com as marcas internacionais mais consagradas.
A empresa lançou a Tagima Acoustic, Woodstock, Série América, Série Canadá e a inovação e ampliação de modelos da linha Signature Series, criada e desenvolvida pela Tagima e seu quadro de Endorsees.
Em 2012, a Tagima/Marutec foi capa da revista Música & Mercado em referência a sua participação e atuação no mercado brasileiro. Na ocasião foi anunciado a mudança da empresa para uma nova sede e a entrada no segmento de baterias (Nagano).
Em 2016 foi lançada a Nova Tagima Brasil com novos instrumentos, como Jet Blues e Rocker.
No ano de 2017 a Tagima oficializou sua entrada no mercado norte-americano com a marca Tagima USA com um Stand próprio na feira de instrumentos musicais NAMM.